# Sveriges västkust

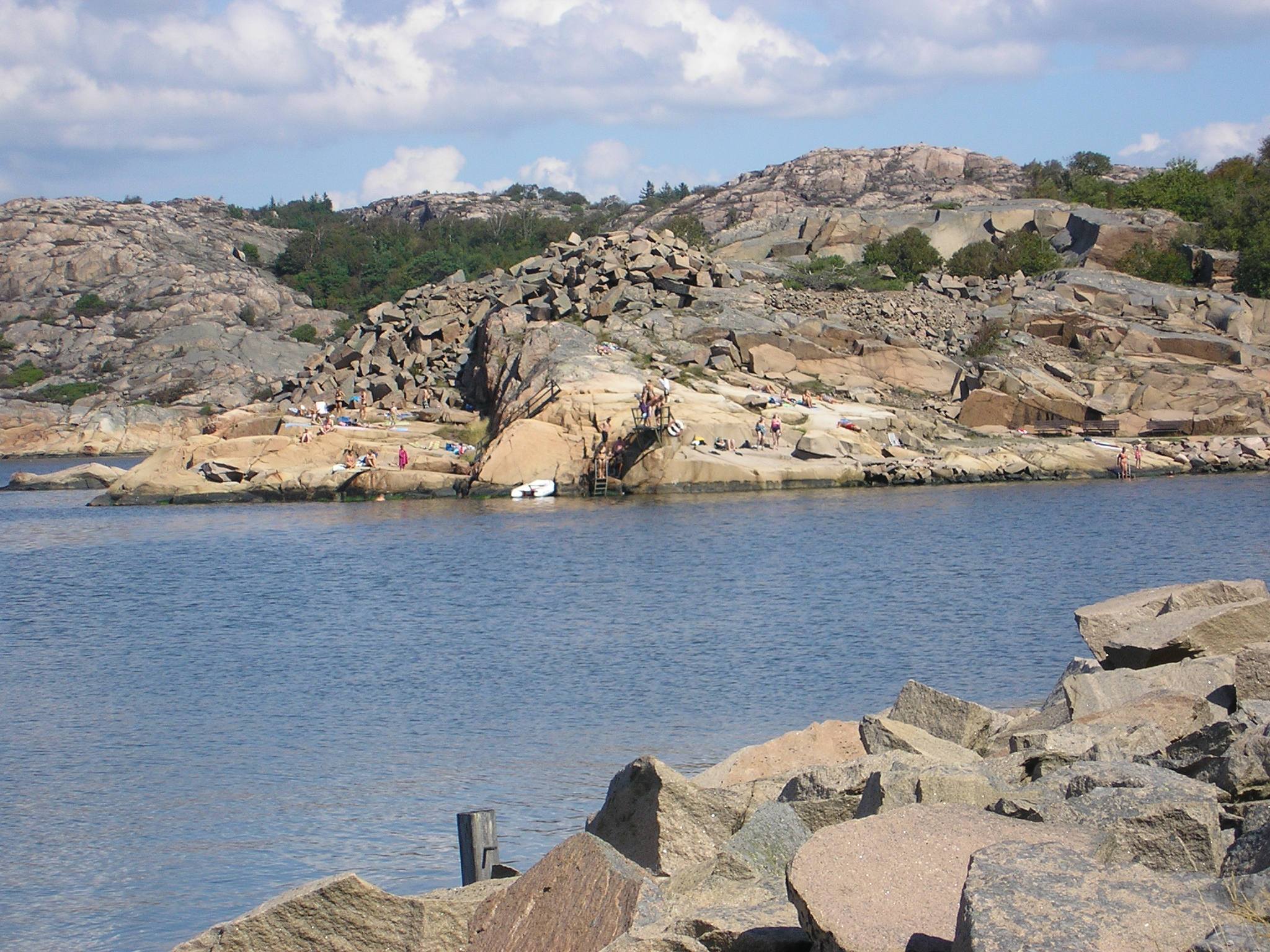
Badplats på Västkusten.

Sveriges västkust är Sveriges västra kust, medan Västkusten syftar mer specifikt på Sveriges kust mot Skagerrak och Kattegatt. Detta motsvarar de västra kustområdena i främst Bohuslän och Halland. Västkusten skrivs då med versal begynnelsebokstav eftersom det uppfattas som en enhet och ett namn, medan om betydelsen är västra kusten rent generellt skrivs västkusten med gemen begynnelsebokstav.
Inom till exempel fiskerilagstiftning med reglering av fiskredskap (maskstorlek och dylikt) räknas Västkusten från (svenska sidan av) en linje mellan Gilbjerg hoved i Danmark och Kullens fyr i Sverige. Sydost om denna linje ligger Öresund.
Kommuner som ligger vid havsområdena Skagerack och Kattegatt är, räknat från norr, Strömstad, Tanum, Sotenäs, Lysekil, Munkedal (innersta delarna av Gullmarn), Uddevalla, Orust, Tjörn, Stenungsund, Kungälv, Öckerö, Göteborg, Kungsbacka, Varberg, Falkenberg, Halmstad, Laholm, Båstad, Ängelholm, Helsingborg (en liten del av kommunens kust ligger vid Skälderviken) samt Höganäs (Kullahalvöns norra sida mot Skälderviken).
Många svenska artister har på något sätt hyllat den svenska västkusten, till exempel Galenskaparna och After Shave med Åke från Åstol, Evert Taube med Inbjudan till Bohuslän.

## Källhänvisningar
1. 1 2  ”Frågelådan”. frageladan.isof.se. https://frageladan.isof.se/visasvar.py?svar=47899. Läst 15 juli 2024.
2. ↑  Svenska Akademiens ordböcker (SAOL, SO och SAOB) på Svenska.se: västkust
3. ↑  http://www.tullverket.se/download/18.4ab1598c11632f3ba9280007710/1371032777057/51f02_4.pdf